# Sở Tài phán Tối cao Đảng
Uschla (Untersuchung und Schlichtungs-Ausschuss, tạm dịch là Ủy ban Điều tra và Giải quyết) là một tòa án nội bộ của Đảng Quốc xã được Adolf Hitler thành lập vào năm 1925 để giải quyết các vấn đề và tranh chấp trong nội bộ đảng. Sau khi Đức Quốc xã nắm chính quyền , Uschla được đổi tên thành Sở Tài phán Tối cao Đảng (Oberstes Parteigericht) vào tháng 1 năm 1934. Với tước hiệu này, nó hoạt động trong suốt phần còn lại của chế độ Đức Quốc xã cho đến tháng 5 năm 1945.